# Etapa Departamental de Ica 2024
La Etapa Departamental de Ica 2024 es la edición número 57 de la Liga Departamental de Fútbol de Ica. La LIDEFI organiza, controla y administra el desarrollo del torneo, con la supervisión de la Federación Peruana de Fútbol. Tanto el campeón y el subcampeón del torneo, clasifican a la Etapa Nacional de la Copa Perú 2024.
El nombre del torneo es dedicado a Orlando Donayre Cordero, quien es Presidente de la Comisión de Justicia de la Liga Departamental de Fútbol de Ica por más de 22 años.

## Sistema de competición
El torneo consta de cuatro fases:
- Grupos: se arman 6 grupos de 2 equipos, los cuales participan en duelos directos: ida y vuelta. La localía se define por la forma en que se clasifica a esta etapa. Los campeones provinciales comienzan la fecha 1 de visita y terminan la fecha 2 de local.
- Cuartos de final: se arman 4 grupos de 2 equipos, conformado por los 6 clubes ganadores y los 2 mejores segundos de la fase anterior, los cuales participan en duelos directos de eliminación: ida y vuelta. No hay distinción entre los clasificados, por lo que entran todos en un mismo sorteo para la definición de enfrentamientos, teniendo en cuenta que no se podrán repetir los mismos enfrentamientos de la fase anterior.
- Semifinales: se arman 2 grupos de 2 equipos, conformado por los 4 ganadores de la fase anterior, los cuales participan en duelos directos de eliminación: ida y vuelta. No hay distinción entre los clasificados, por lo que entran todos en un mismo sorteo para la definición de enfrentamientos.
- Final: se realiza un partido único para definir al Campeón y Subcampeón Departamental, el cual se juega en una cancha neutral. Ambos clubes clasifican a la Etapa Nacional de la Copa Perú 2024.

### Calendario
El calendario de la competición es el siguiente, todos los sorteos se llevan a cabo en la sede de LIDEFI en Ica.
| Fase | Ronda       | Sorteo                  | Ida                      | Vuelta                   |
| ---- | ----------- | ----------------------- | ------------------------ | ------------------------ |
| 1    | Grupos      | 5 de agosto de 2024     | 11 de agosto de 2024     | 18 de agosto de 2024     |
| 2    | Cuartos     | 19 de agosto de 2024    | 25 de agosto de 2024     | 1 de septiembre de 2024  |
| 3    | Semifinales | 2 de septiembre de 2024 | 8 de septiembre de 2024  | 15 de septiembre de 2024 |
| 4    | Final       | 2 de septiembre de 2024 | 22 de septiembre de 2024 | 22 de septiembre de 2024 |

## Sede
La final se jugará en el estadio José Picasso Peratta de Ica.
| Ica                                   |                      |
| Ciudad                                | Estadio              |
| Ica                                   | José Picasso Peratta |
|                                       |                      |
| 8 000 espectadores                    |                      |
| Final Etapa Departamental de Ica 2024 |                      |

## Equipos participantes

### Equipos por provincia
Los participantes son el campeón y subcampeón de: 
- Liga Provincial de Chincha
- Liga Provincial de Ica
- Liga Provincial de Nazca
- Liga Provincial de Palpa
- Liga Provincial de Pisco
- Liga Provincial de Lucanas (participa por cercanía geográfica)

| Provincia | Pos. | Equipos                  | Fecha de clasificación |
| --------- | ---- | ------------------------ | ---------------------- |
| Chincha   | 1.º  | Juan XXIII               | 14 de julio            |
| Chincha   | 2.º  | Asociación Cultural      | 14 de julio            |
| Ica       | 1.º  | Nacional de La Joya      | 27 de julio            |
| Ica       | 2.º  | Atlético Nacional        | 27 de julio            |
| Lucanas   | 1.º  | Deportivo Lolo Fernández | 14 de julio            |
| Lucanas   | 2.º  | José María Arguedas      | 14 de julio            |
| Nazca     | 1.º  | Juventud Santo Domingo   | 14 de julio            |
| Nazca     | 2.º  | Dos de Mayo              | 14 de julio            |
| Palpa     | 1.º  | Deportivo Santa Rosa     | 21 de julio            |
| Palpa     | 2.º  | Deportivo América        | 4 de agosto            |
| Pisco     | 1.º  | Juventud Santa Cruz      | 28 de julio            |
| Pisco     | 2.º  | Alianza Pisco            | 28 de julio            |

### Información de los equipos
| Equipo                   | Distrito     | Entrenador       | Estadio                    | Estadio alternativo                     |
| ------------------------ | ------------ | ---------------- | -------------------------- | --------------------------------------- |
| Alianza Pisco            | Pisco        | Renzo Benavides  | Teobaldo Pinillos Olaechea | Inkari                                  |
| Asociación Cultural      | Grocio Prado | Carlos Chávez    | Municipal de Grocio Prado  | Santos Nagaro Bianchi                   |
| Atlético Nacional        | La Tinguiña  | Julio Falconi    | José Picasso Peratta       | Fernando Cevasco Villagarcía Hugo Sotil |
| Deportivo América        | Palpa        | Roberto Neyra    | Julio Luque Tijero         | Santiago de Almagro                     |
| Deportivo Lolo Fernández | Puquio       | Edwin Pérez      | Jorge Castro Aguayo        |                                         |
| Deportivo Santa Rosa     | Río Grande   | Vladimir Salazar | Julio Luque Tijero         |                                         |
| Dos de Mayo              | Vista Alegre |                  | Manuel Antonio Elías       |                                         |
| José María Arguedas      | Puquio       | Marcos Martínez  | Jorge Castro Aguayo        |                                         |
| Juan XXIII               | Chincha Baja | Ajax Figueroa    | Santiago de Almagro        | Santos Nagaro Bianchi                   |
| Juventud Santa Cruz      | Paracas      | Tito Reyes       | Teobaldo Pinillos Olaechea | Inkari                                  |
| Juventud Santo Domingo   | Nazca        | Jorge Marquina   | Pedro Huamán Román         |                                         |
| Nacional de La Joya      | Santiago     | Alfonso Koc      | José Picasso Peratta       | José Picasso Peratta (Santiago)         |

### Cambios de entrenadores
| Equipo                   | Entrenador         | Fecha de Salida | Tipo de Salida     | Entrenador    | Fecha de Entrada |
| ------------------------ | ------------------ | --------------- | ------------------ | ------------- | ---------------- |
| Deportivo América        | Kike Chávez        | 11 de agosto    | Destitución        | Germán Ramos  | 12 de agosto     |
| Deportivo América        | Germán Ramos (INT) | 18 de agosto    | Fin de interinidad | Roberto Neyra | 19 de agosto     |
| Deportivo Lolo Fernández | Carlos Narrea      | 19 de agosto    | Destitución        | Edwin Pérez   | 20 de agosto     |

## Árbitros
1. Cristian Hinostroza
2. Cristian Tomaylla
3. Enrique Coronado
4. Erick Crisóstomo
5. Jimmy Muñoz
6. Jorge Chávez
7. Juan Moreyra
8. Pedro Zevallos
9. Ricardo Medrano
10. Ronald Torres
11. Soledad Ecos

## Fase de grupos
El sorteo de los grupos se realizó el 4 de agosto. Los 6 Campeones Provinciales son cabeza de grupo, por lo tanto juegan el segundo partido en condición de local. Los partidos de ida se juegan a las 15:20 y los de vuelta a las 14:50.
Criterios de desempate:
1. Mayor Puntaje.
2. Diferencia de goles.
3. El club que acredite más goles a favor.
4. El club que acredite menos goles en contra.
5. En caso de existir la igualdad, el club que acredite más números de partidos ganados.
6. De subsistir la igualdad se efectuará un sorteo.

Leyenda
     — Clasificado a la Fase 2.
     — Clasificado a la Fase 2 como mejor segundo.
     — Eliminado

### Grupo 1
| Equipo              | Pts. | PJ | PG | PE | PP | GF | GC | DG |
| ------------------- | ---- | -- | -- | -- | -- | -- | -- | -- |
| Nacional de La Joya | 6    | 2  | 2  | 0  | 0  | 3  | 0  | +3 |
| Dos de Mayo         | 0    | 2  | 0  | 0  | 2  | 0  | 3  | -3 |

| \| Fecha \| Estadio \| Local \| Resultado \| Visitante \| \| ------------ \| -------------------- \| ------------------- \| --------- \| ------------------- \| \| 11 de agosto \| Manuel Antonio Elías \| Dos de Mayo \| 0:1 \| Nacional de La Joya \| \| 18 de agosto \| José Picasso Peratta \| Nacional de La Joya \| 2:0 \| Dos de Mayo \| |                      |                     |           |                     |
| Fecha | Estadio              | Local               | Resultado | Visitante           |
| 11 de agosto | Manuel Antonio Elías | Dos de Mayo         | 0:1       | Nacional de La Joya |
| 18 de agosto | José Picasso Peratta | Nacional de La Joya | 2:0       | Dos de Mayo         |

### Grupo 2
| Equipo               | Pts. | PJ | PG | PE | PP | GF | GC | DG |
| -------------------- | ---- | -- | -- | -- | -- | -- | -- | -- |
| Asociación Cultural  | 4    | 2  | 1  | 1  | 0  | 4  | 0  | +4 |
| Deportivo Santa Rosa | 1    | 2  | 0  | 1  | 1  | 0  | 4  | -4 |

| \| Fecha \| Estadio \| Local \| Resultado \| Visitante \| \| ------------ \| ------------------------- \| -------------------- \| --------- \| -------------------- \| \| 11 de agosto \| Municipal de Grocio Prado \| Asociación Cultural \| 4:0 \| Deportivo Santa Rosa \| \| 18 de agosto \| Julio Luque Tijero \| Deportivo Santa Rosa \| 0:0 \| Asociación Cultural \| |                           |                      |           |                      |
| Fecha | Estadio                   | Local                | Resultado | Visitante            |
| 11 de agosto | Municipal de Grocio Prado | Asociación Cultural  | 4:0       | Deportivo Santa Rosa |
| 18 de agosto | Julio Luque Tijero        | Deportivo Santa Rosa | 0:0       | Asociación Cultural  |

### Grupo 3
| Equipo                   | Pts. | PJ | PG | PE | PP | GF | GC | DG |
| ------------------------ | ---- | -- | -- | -- | -- | -- | -- | -- |
| Deportivo América        | 3    | 2  | 1  | 0  | 1  | 4  | 4  | 0  |
| Deportivo Lolo Fernández | 3    | 2  | 1  | 0  | 1  | 4  | 4  | 0  |

| \| Fecha \| Estadio \| Local \| Resultado \| Visitante \| \| ------------ \| ------------------- \| ------------------------ \| ------------ \| ------------------------ \| \| 11 de agosto \| Julio Luque Tijero \| Deportivo América \| 1:2 \| Deportivo Lolo Fernández \| \| 18 de agosto \| Jorge Castro Aguayo \| Deportivo Lolo Fernández \| 2:3 (1:4 p.) \| Deportivo América \| |                     |                          |              |                          |
| Fecha | Estadio             | Local                    | Resultado    | Visitante                |
| 11 de agosto | Julio Luque Tijero  | Deportivo América        | 1:2          | Deportivo Lolo Fernández |
| 18 de agosto | Jorge Castro Aguayo | Deportivo Lolo Fernández | 2:3 (1:4 p.) | Deportivo América        |

### Grupo 4
| Equipo              | Pts. | PJ | PG | PE | PP | GF | GC | DG |
| ------------------- | ---- | -- | -- | -- | -- | -- | -- | -- |
| Juventud Santa Cruz | 3    | 2  | 1  | 0  | 1  | 1  | 1  | 0  |
| Atlético Nacional   | 3    | 2  | 1  | 0  | 1  | 1  | 1  | 0  |

| \| Fecha \| Estadio \| Local \| Resultado \| Visitante \| \| ------------ \| -------------------------- \| ------------------- \| ------------ \| ------------------- \| \| 11 de agosto \| José Picasso Peratta \| Atlético Nacional \| 1:0 \| Juventud Santa Cruz \| \| 18 de agosto \| Teobaldo Pinillos Olaechea \| Juventud Santa Cruz \| 1:0 (4:3 p.) \| Atlético Nacional \| |                            |                     |              |                     |
| Fecha | Estadio                    | Local               | Resultado    | Visitante           |
| 11 de agosto | José Picasso Peratta       | Atlético Nacional   | 1:0          | Juventud Santa Cruz |
| 18 de agosto | Teobaldo Pinillos Olaechea | Juventud Santa Cruz | 1:0 (4:3 p.) | Atlético Nacional   |

### Grupo 5
| Equipo              | Pts. | PJ | PG | PE | PP | GF | GC | DG |
| ------------------- | ---- | -- | -- | -- | -- | -- | -- | -- |
| Juan XXIII          | 3    | 2  | 1  | 0  | 1  | 2  | 1  | +1 |
| José María Arguedas | 3    | 2  | 1  | 0  | 1  | 1  | 2  | -1 |

| \| Fecha \| Estadio \| Local \| Resultado \| Visitante \| \| ------------ \| ------------------- \| ------------------- \| --------- \| ------------------- \| \| 11 de agosto \| Jorge Castro Aguayo \| José María Arguedas \| 1:0 \| Juan XXIII \| \| 18 de agosto \| Santiago de Almagro \| Juan XXIII \| 2:0 \| José María Arguedas \| |                     |                     |           |                     |
| Fecha | Estadio             | Local               | Resultado | Visitante           |
| 11 de agosto | Jorge Castro Aguayo | José María Arguedas | 1:0       | Juan XXIII          |
| 18 de agosto | Santiago de Almagro | Juan XXIII          | 2:0       | José María Arguedas |

### Grupo 6
| Equipo                 | Pts. | PJ | PG | PE | PP | GF | GC | DG |
| ---------------------- | ---- | -- | -- | -- | -- | -- | -- | -- |
| Juventud Santo Domingo | 4    | 2  | 1  | 1  | 0  | 3  | 2  | +1 |
| Alianza Pisco          | 1    | 2  | 0  | 1  | 1  | 2  | 3  | -1 |

| \| Fecha \| Estadio \| Local \| Resultado \| Visitante \| \| ------------ \| -------------------------- \| ---------------------- \| --------- \| ---------------------- \| \| 11 de agosto \| Teobaldo Pinillos Olaechea \| Alianza Pisco \| 0:0 \| Juventud Santo Domingo \| \| 18 de agosto \| Pedro Huamán Román \| Juventud Santo Domingo \| 3:2 \| Alianza Pisco \| |                            |                        |           |                        |
| Fecha | Estadio                    | Local                  | Resultado | Visitante              |
| 11 de agosto | Teobaldo Pinillos Olaechea | Alianza Pisco          | 0:0       | Juventud Santo Domingo |
| 18 de agosto | Pedro Huamán Román         | Juventud Santo Domingo | 3:2       | Alianza Pisco          |

## Fases finales
Las fases finales estarán compuestas por tres etapas: cuartos de final, semifinales y final. Se disputarán por eliminación directa, en partidos de ida y vuelta con excepción de la final que se jugará a partido único. En caso de ser necesario, el desempate se definirá directamente mediante la vía de penales.

### Cuadro de desarrollo
|  | Cuartos de final                            | Cuartos de final                            | Cuartos de final                            | Cuartos de final                            |   |                        | Semifinales                                     | Semifinales                                     | Semifinales                                     | Semifinales                                     |  |                     | Final            | Final            |  |
|  | 25 de agosto (ida) 1 de septiembre (vuelta) | 25 de agosto (ida) 1 de septiembre (vuelta) | 25 de agosto (ida) 1 de septiembre (vuelta) | 25 de agosto (ida) 1 de septiembre (vuelta) |   |                        | 8 de septiembre (ida) 15 de septiembre (vuelta) | 8 de septiembre (ida) 15 de septiembre (vuelta) | 8 de septiembre (ida) 15 de septiembre (vuelta) | 8 de septiembre (ida) 15 de septiembre (vuelta) |  |                     | 22 de septiembre | 22 de septiembre |  |
|  |                                             |                                             |                                             |                                             |   |                        |                                                 |                                                 |                                                 |                                                 |  |                     |                  |                  |  |
|  |                                             |                                             |                                             |                                             |   |                        |                                                 |                                                 |                                                 |                                                 |  |                     |                  |                  |  |
|  | Nacional de La Joya                         | 0                                           | 2                                           | 2                                           |   |                        |                                                 |                                                 |                                                 |                                                 |  |                     |                  |                  |  |
|  | Nacional de La Joya                         | 0                                           | 2                                           | 2                                           |   |                        |                                                 |                                                 |                                                 |                                                 |  |                     |                  |                  |  |
|  | Asociación Cultural                         | 0                                           | 0                                           | 0                                           |   |                        |                                                 |                                                 |                                                 |                                                 |  |                     |                  |                  |  |
|  | Asociación Cultural                         | 0                                           | 0                                           | 0                                           |   | Nacional de La Joya    | 2                                               | 0                                               | 2                                               |                                                 |  |                     |                  |                  |  |
|  |                                             |                                             |                                             |                                             |   | Nacional de La Joya    | 2                                               | 0                                               | 2                                               |                                                 |  |                     |                  |                  |  |
|  |                                             |                                             | Deportivo Lolo Fernández                    | 1                                           | 0 | 1                      |                                                 |                                                 |                                                 |                                                 |  |                     |                  |                  |  |
|  | Juan XXIII                                  | 1                                           | Deportivo Lolo Fernández                    | 1                                           | 0 | 1                      | 0                                               | 1                                               |                                                 |                                                 |  |                     |                  |                  |  |
|  | Juan XXIII                                  | 1                                           |                                             |                                             |   |                        |                                                 |                                                 |                                                 |                                                 |  |                     |                  |                  |  |
|  | Deportivo Lolo Fernández                    | 3                                           | 0                                           | 3                                           |   |                        |                                                 |                                                 |                                                 |                                                 |  |                     |                  |                  |  |
|  | Deportivo Lolo Fernández                    | 3                                           | 0                                           | 3                                           |   |                        |                                                 |                                                 |                                                 |                                                 |  | Nacional de La Joya | 0                |                  |  |
|  |                                             |                                             |                                             |                                             |   |                        |                                                 |                                                 |                                                 |                                                 |  | Nacional de La Joya | 0                |                  |  |
|  |                                             |                                             | Juventud Santo Domingo                      | 1                                           |   |                        |                                                 |                                                 |                                                 |                                                 |  |                     |                  |                  |  |
|  | Juventud Santo Domingo                      | 0                                           | Juventud Santo Domingo                      | 1                                           | 1 | 1                      |                                                 |                                                 |                                                 |                                                 |  |                     |                  |                  |  |
|  | Juventud Santo Domingo                      | 0                                           |                                             |                                             |   |                        |                                                 |                                                 |                                                 |                                                 |  |                     |                  |                  |  |
|  | Juventud Santa Cruz                         | 0                                           | 0                                           | 0                                           |   |                        |                                                 |                                                 |                                                 |                                                 |  |                     |                  |                  |  |
|  | Juventud Santa Cruz                         | 0                                           | 0                                           | 0                                           |   | Juventud Santo Domingo | 2                                               | 0                                               | 2                                               |                                                 |  |                     |                  |                  |  |
|  |                                             |                                             |                                             |                                             |   | Juventud Santo Domingo | 2                                               | 0                                               | 2                                               |                                                 |  |                     |                  |                  |  |
|  |                                             |                                             | Atlético Nacional                           | 0                                           | 1 | 1                      |                                                 |                                                 |                                                 |                                                 |  |                     |                  |                  |  |
|  | Deportivo América                           | 1                                           | Atlético Nacional                           | 0                                           | 1 | 1                      | 0                                               | 1                                               |                                                 |                                                 |  |                     |                  |                  |  |
|  | Deportivo América                           | 1                                           |                                             |                                             |   |                        |                                                 |                                                 |                                                 |                                                 |  |                     |                  |                  |  |
|  | Atlético Nacional                           | 2                                           | 1                                           | 3                                           |   |                        |                                                 |                                                 |                                                 |                                                 |  |                     |                  |                  |  |
|  | Atlético Nacional                           | 2                                           | 1                                           | 3                                           |   |                        |                                                 |                                                 |                                                 |                                                 |  |                     |                  |                  |  |
|  |                                             |                                             |                                             |                                             |   |                        |                                                 |                                                 |                                                 |                                                 |  |                     |                  |                  |  |

Nota: En las series a dos partidos, el equipo que ocupa la primera línea es el que definió como local.

### Cuartos de final
El sorteo de los grupos se realizó el 19 de agosto. 

#### Grupo 1
| Ida; 25 de agosto | Asociación Cultural | 0:0     | Nacional de La Joya | Municipal, Grocio Prado                                     |                                                             |
| 15:20 (UTC-5)     |                     | Reporte |                     | Asistencia: 1 382 espectadores Árbitro(s): Enrique Coronado | Asistencia: 1 382 espectadores Árbitro(s): Enrique Coronado |

| Vuelta; 1 de septiembre | Nacional de La Joya        | 2:0 (1:0) | Asociación Cultural | José Picasso Peratta, Ica                                 |                                                           |
| 14:50 (UTC-5)           | - Campos 28' - Paredes 81' | Reporte   |                     | Asistencia: 1 850 espectadores Árbitro(s): Pedro Zevallos | Asistencia: 1 850 espectadores Árbitro(s): Pedro Zevallos |

#### Grupo 2
| Ida; 25 de agosto | Deportivo Lolo Fernández              | 3:1 (2:0) | Juan XXIII | Jorge Castro Aguayo, Puquio                           |                                                       |
| 15:20 (UTC-5)     | - Neira 30' (pen.), 43' - Pariona 61' | Reporte   | 78' Joya   | Asistencia: 966 espectadores Árbitro(s): Jorge Chávez | Asistencia: 966 espectadores Árbitro(s): Jorge Chávez |

| Vuelta; 1 de septiembre | Juan XXIII | 0:0     | Deportivo Lolo Fernández | Santiago de Almagro, Chincha Baja                       |                                                         |
| 14:50 (UTC-5)           |            | Reporte |                          | Asistencia: 1 478 espectadores Árbitro(s): Juan Moreyra | Asistencia: 1 478 espectadores Árbitro(s): Juan Moreyra |

#### Grupo 3
| Ida; 25 de agosto | Atlético Nacional            | 2:1 (1:1) | Deportivo América | José Picasso Peratta, Ica                                    |                                                              |
| 15:20 (UTC-5)     | - Bautista 38' - Cornejo 46' | Reporte   | 34' Ramos         | Asistencia: 991 espectadores Árbitro(s): Cristian Hinostroza | Asistencia: 991 espectadores Árbitro(s): Cristian Hinostroza |

| Vuelta; 1 de septiembre | Deportivo América | 0:1 (0:1) | Atlético Nacional | Municipal, Grocio Prado                                  |                                                          |
| 14:50 (UTC-5)           |                   | Reporte   | 73' Cornejo       | Asistencia: 683 espectadores Árbitro(s): Ricardo Medrano | Asistencia: 683 espectadores Árbitro(s): Ricardo Medrano |

#### Grupo 4
| Ida; 25 de agosto | Juventud Santa Cruz | 0:0     | Juventud Santo Domingo | Teobaldo Pinillos Olaechea, Pisco                      |                                                        |
| 15:20 (UTC-5)     |                     | Reporte |                        | Asistencia: 1 869 espectadores Árbitro(s): Jimmy Muñoz | Asistencia: 1 869 espectadores Árbitro(s): Jimmy Muñoz |

| Vuelta; 1 de septiembre | Juventud Santo Domingo | 1:0 (0:0) | Juventud Santa Cruz | Pedro Huamán Román, Nazca                               |                                                         |
| 15:20 (UTC-5)           | Palacios 52'           | Reporte   |                     | Asistencia: 2 038 espectadores Árbitro(s): Jorge Chávez | Asistencia: 2 038 espectadores Árbitro(s): Jorge Chávez |

### Semifinales
El sorteo de los grupos se realizó el 2 de septiembre. 

#### Grupo 1
| Ida; 8 de septiembre | Atlético Nacional | 0:2 (0:1) | Juventud Santo Domingo  | José Picasso Peratta, Ica                                   |                                                             |
| 15:20 (UTC-5)        |                   | Reporte   | - 16' Vela - 56' Chávez | Asistencia: 1 701 espectadores Árbitro(s): Erick Crisóstomo | Asistencia: 1 701 espectadores Árbitro(s): Erick Crisóstomo |

| Vuelta; 15 de septiembre | Juventud Santo Domingo | 0:1 (0:0) | Atlético Nacional | Pedro Huamán Román, Nazca                                  |                                                            |
| 14:50 (UTC-5)            |                        | Reporte   | - 79' Arguedas    | Asistencia: 1 574 espectadores Árbitro(s): Ricardo Medrano | Asistencia: 1 574 espectadores Árbitro(s): Ricardo Medrano |

#### Grupo 2
| Ida; 8 de septiembre | Deportivo Lolo Fernández | 1:2 (0:2) | Nacional de La Joya        | Jorge Castro Aguayo, Puquio                                 |                                                             |
| 15:20 (UTC-5)        | Ochavano 48'             | Reporte   | - 9' Paredes - 42' Galindo | Asistencia: 1 386 espectadores Árbitro(s): Enrique Coronado | Asistencia: 1 386 espectadores Árbitro(s): Enrique Coronado |

| Vuelta; 15 de septiembre | Nacional de La Joya | 0:0     | Deportivo Lolo Fernández | José Picasso Peratta, Ica                                   |                                                             |
| 14:50 (UTC-5)            |                     | Reporte |                          | Asistencia: 2 761 espectadores Árbitro(s): Erick Crisóstomo | Asistencia: 2 761 espectadores Árbitro(s): Erick Crisóstomo |

### Final
| 22 de septiembre | Nacional de La Joya | 0:1 (0:0) | Juventud Santo Domingo | Estadio José Picasso Peratta, Ica                           |                                                             |
| 15:00 (UTC-5)    |                     | Reporte   | 81' Chávez             | Asistencia: 1 514 espectadores Árbitro(s): Erick Crisóstomo | Asistencia: 1 514 espectadores Árbitro(s): Erick Crisóstomo |

| 1     | POR   | Yirmy Cañahuaray  |     |
| 4     | DEF   | Nahuel Pecho      |     |
| 17    | DEF   | Alan Cumpen       |     |
| 5     | DEF   | Piero Toledo      |     |
| 12    | DEF   | Miguel Paredes    |     |
| 14    | MED   | Omar Campos       | 61' |
| 6     | MED   | Dennis Antonio    |     |
| 19    | MED   | Manuel Guerrero   | 61' |
| 10    | MED   | Gian García       |     |
| 11    | DEL   | Jaime Paredes     |     |
| 16    | DEL   | Alexander Jiménez |     |
| D. T. | D. T. | Alfonso Koc       |     |

| 21    | POR   | Roger Rosales     |  |
| 19    | DEF   | Luis Sánchez      |  |
| 3     | DEF   | Joel Quispe       |  |
| 22    | DEF   | Waldir Pelezuelos |  |
| 11    | DEF   | Luis Chávez       |  |
| 24    | MED   | Piero Injante     |  |
| 6     | MED   | Wilmer Palomino   |  |
| 14    | MED   | Jeremy Silva      |  |
| 8     | MED   | Sebastián Jayo    |  |
| 9     | DEL   | Alberto Vela      |  |
| 7     | DEL   | Crisanto Palacios |  |
| D. T. | D. T. | Jorge Marquina    |  |

| 20 | MED | Paul Gonzales   | 61' |
| 2  | MED | Edgar Hernández | 61' |

| 81' | Luis Chávez | 0:1 |

| 75' · 86' | Edgar Hernández Piero Toledo |

| 59' · 88' | Wilmer Palomino Piero Injante |

| 89' | Edgar Hernández |

| Principal  | Erick Crisóstomo |
| Asistentes | Andy Lobos       |
|            | Ricardo Medrano  |
| Cuarto     | Emil Manrique    |

| 1     | POR   | Yirmy Cañahuaray  |     |
| 4     | DEF   | Nahuel Pecho      |     |
| 17    | DEF   | Alan Cumpen       |     |
| 5     | DEF   | Piero Toledo      |     |
| 12    | DEF   | Miguel Paredes    |     |
| 14    | MED   | Omar Campos       | 61' |
| 6     | MED   | Dennis Antonio    |     |
| 19    | MED   | Manuel Guerrero   | 61' |
| 10    | MED   | Gian García       |     |
| 11    | DEL   | Jaime Paredes     |     |
| 16    | DEL   | Alexander Jiménez |     |
| D. T. | D. T. | Alfonso Koc       |     |

| 21    | POR   | Roger Rosales     |  |
| 19    | DEF   | Luis Sánchez      |  |
| 3     | DEF   | Joel Quispe       |  |
| 22    | DEF   | Waldir Pelezuelos |  |
| 11    | DEF   | Luis Chávez       |  |
| 24    | MED   | Piero Injante     |  |
| 6     | MED   | Wilmer Palomino   |  |
| 14    | MED   | Jeremy Silva      |  |
| 8     | MED   | Sebastián Jayo    |  |
| 9     | DEL   | Alberto Vela      |  |
| 7     | DEL   | Crisanto Palacios |  |
| D. T. | D. T. | Jorge Marquina    |  |

| 20 | MED | Paul Gonzales   | 61' |
| 2  | MED | Edgar Hernández | 61' |

| 81' | Luis Chávez | 0:1 |

| 75' · 86' | Edgar Hernández Piero Toledo |

| 59' · 88' | Wilmer Palomino Piero Injante |

| 89' | Edgar Hernández |

| Principal  | Erick Crisóstomo |
| Asistentes | Andy Lobos       |
|            | Ricardo Medrano  |
| Cuarto     | Emil Manrique    |

| 1     | POR   | Yirmy Cañahuaray  |     |
| 4     | DEF   | Nahuel Pecho      |     |
| 17    | DEF   | Alan Cumpen       |     |
| 5     | DEF   | Piero Toledo      |     |
| 12    | DEF   | Miguel Paredes    |     |
| 14    | MED   | Omar Campos       | 61' |
| 6     | MED   | Dennis Antonio    |     |
| 19    | MED   | Manuel Guerrero   | 61' |
| 10    | MED   | Gian García       |     |
| 11    | DEL   | Jaime Paredes     |     |
| 16    | DEL   | Alexander Jiménez |     |
| D. T. | D. T. | Alfonso Koc       |     |

| 21    | POR   | Roger Rosales     |  |
| 19    | DEF   | Luis Sánchez      |  |
| 3     | DEF   | Joel Quispe       |  |
| 22    | DEF   | Waldir Pelezuelos |  |
| 11    | DEF   | Luis Chávez       |  |
| 24    | MED   | Piero Injante     |  |
| 6     | MED   | Wilmer Palomino   |  |
| 14    | MED   | Jeremy Silva      |  |
| 8     | MED   | Sebastián Jayo    |  |
| 9     | DEL   | Alberto Vela      |  |
| 7     | DEL   | Crisanto Palacios |  |
| D. T. | D. T. | Jorge Marquina    |  |

| 20 | MED | Paul Gonzales   | 61' |
| 2  | MED | Edgar Hernández | 61' |

| 81' | Luis Chávez | 0:1 |

| 75' · 86' | Edgar Hernández Piero Toledo |

| 59' · 88' | Wilmer Palomino Piero Injante |

| 89' | Edgar Hernández |

| Principal  | Erick Crisóstomo |
| Asistentes | Andy Lobos       |
|            | Ricardo Medrano  |
| Cuarto     | Emil Manrique    |

| 1     | POR   | Yirmy Cañahuaray  |     |
| 4     | DEF   | Nahuel Pecho      |     |
| 17    | DEF   | Alan Cumpen       |     |
| 5     | DEF   | Piero Toledo      |     |
| 12    | DEF   | Miguel Paredes    |     |
| 14    | MED   | Omar Campos       | 61' |
| 6     | MED   | Dennis Antonio    |     |
| 19    | MED   | Manuel Guerrero   | 61' |
| 10    | MED   | Gian García       |     |
| 11    | DEL   | Jaime Paredes     |     |
| 16    | DEL   | Alexander Jiménez |     |
| D. T. | D. T. | Alfonso Koc       |     |

| 21    | POR   | Roger Rosales     |  |
| 19    | DEF   | Luis Sánchez      |  |
| 3     | DEF   | Joel Quispe       |  |
| 22    | DEF   | Waldir Pelezuelos |  |
| 11    | DEF   | Luis Chávez       |  |
| 24    | MED   | Piero Injante     |  |
| 6     | MED   | Wilmer Palomino   |  |
| 14    | MED   | Jeremy Silva      |  |
| 8     | MED   | Sebastián Jayo    |  |
| 9     | DEL   | Alberto Vela      |  |
| 7     | DEL   | Crisanto Palacios |  |
| D. T. | D. T. | Jorge Marquina    |  |

| 20 | MED | Paul Gonzales   | 61' |
| 2  | MED | Edgar Hernández | 61' |

| 81' | Luis Chávez | 0:1 |

| 75' · 86' | Edgar Hernández Piero Toledo |

| 59' · 88' | Wilmer Palomino Piero Injante |

| 89' | Edgar Hernández |

| Principal  | Erick Crisóstomo |
| Asistentes | Andy Lobos       |
|            | Ricardo Medrano  |
| Cuarto     | Emil Manrique    |

|                                                                 |
| Campeón Departamental de Ica Juventud Santo Domingo 1.er título |